# Chó Porcelaine
Chó Porcelaine là một giống chó có nguồn gốc từ Pháp. Giống chó này được cho là loại lâu đời nhất trong số những giống chó săn mùi của Pháp. Tên thay thế của nó là Chien de Franche-Comté, được đặt tên theo một khu vực của Pháp giáp biên giới Thụy Sĩ. Điều này gây ra một số cuộc tranh luận về nguồn gốc của giống chó, nhưng sau đó đã được quyết định rằng nó là một giống chó Pháp.

## Tính nết
Chó Porcelaine có mức độ hoạt động rất cao và do đó cần nhiều được huấn luyện nhiều. Bởi vì điều này, chúng không được khuyến khích cho những người sống trong căn hộ nuôi bởi vì họ không thể cho chúng tập thể dục đầy đủ mà chủ nhân có thể giao cho chúng. Mặc dù chúng là những thợ săn sát thủ, bình thường chúng rất nhẹ nhàng và dễ xử lý.

## Lịch sử
Chó Porcelaine được cho là hậu duệ của Chó săn thỏ Anh, giống chó nhỏ Laufhound Thụy Sĩ và Chó Montaimboeuf, hiện đã tuyệt chủng. Đã có những ghi chép về giống chó này ở Pháp kể từ năm 1845 và ở Thụy Sĩ kể từ năm 1880. Giống chó này này thực sự biến mất sau cuộc Cách mạng Pháp (1789–99) nhưng sau đó đã được phục hồi. Các nhà lai tạo ở Anh đang cố gắng để đưa Chó Porcelaine đến việc được công nhận là một giống chó chính thức. Tính đến năm 2009 đã có 14 con chó con được nuôi ở Anh.